# Безводненська сільська рада
Безво́дненська сільська́ ра́да — адміністративно-територіальна одиниця та орган місцевого самоврядування в Миколаївському районі Миколаївської області. Адміністративний центр — село Безводне.

## Загальні відомості
- Населення ради: 1 191 особа (станом на 2001 рік)

## Населені пункти
Сільській раді були підпорядковані населені пункти:
- с. Безводне
- с-ще Жовтневе
- с. Зелене
- с. Новомихайлівка
- с. Шурине

## Склад ради
Рада складалася з 18 депутатів та голови.
- Голова ради: Бойчук Микола Романович
- Секретар ради: Орленко Олена Василівна

### Керівний склад попередніх скликань
| Прізвище, ім'я, по батькові | Основні відомості                                                         | Дата обрання | Дата звільнення |
| --------------------------- | ------------------------------------------------------------------------- | ------------ | --------------- |
| Бойчук Микола Романович     | Сільський голова, 1960 року народження, освіта вища, безпартійний         | 26.03.2006   | 31.10.2010      |
| Бойчук Микола Романович     | Сільський голова, 1960 року народження, освіта вища, член Партії регіонів | 31.10.2010   |                 |

Примітка: таблиця складена за даними сайту Верховної Ради України

### Депутати
За результатами місцевих виборів 2010 року депутатами ради стали:

#### За суб'єктами висування
| Суб'єкт висування | Кількість обраних депутатів | %   |
| ----------------- | --------------------------- | --- |
| Самовисування     | 18                          | 100 |

#### За округами
| № округу | Прізвище, ім'я, по батькові   | Дата визнання обраним | Освіта             | Партійна приналежність      | Відомості про обраного депутата                                            |
| -------- | ----------------------------- | --------------------- | ------------------ | --------------------------- | -------------------------------------------------------------------------- |
| 1        | Орленко Олена Василівна       | 01.11.2010            | середня            | член Партії регіонів        | Безводненськасільська ради, секретар                                       |
| 2        | Гайдук Валентина Миколаївна   | 01.11.2010            | вища               | член Партії регіонів        | Територіальний центр соц обслуговування, соц.працівник                     |
| 3        | Колесник Сергій Олександрович | 01.11.2010            | середня            | член Партії регіонів        | одноосібник                                                                |
| 4        | Старунський Дмитро Сергійович | 01.11.2010            | вища               | член Партії регіонів        | тимчасово не працює                                                        |
| 5        | Щербак Галина Леонідівна      | 01.11.2010            | середня спеціальна | член Партії регіонів        | АГНКС «Шельф», касир-оператор                                              |
| 6        | Найда Любов Іванівна          | 01.11.2010            | середня            | член Партії регіонів        | тимчасово не працює                                                        |
| 7        | Бондаренко Лілія Іванівна     | 01.11.2010            | вища               | член Партії регіонів        | Шуринська загальноосвітня школа, вчитель                                   |
| 8        | Гуташ Олександр Михайлович    | 01.11.2010            | вища               | член Партії регіонів        | тимчасово не працює                                                        |
| 9        | Бондарєв Сергій Олександрович | 01.11.2010            | середня            | член Партії регіонів        | тимчасово не працює                                                        |
| 10       | Сукачов Юрій Миколайович      | 01.11.2010            | середня            | член Партії «Народна влада» | пенсіонер                                                                  |
| 11       | Швець Анатолій Миколайович    | 01.11.2010            | середня            | член Партії «Народна влада» | одноосібник                                                                |
| 12       | Манилюк Олег Михайлович       | 01.11.2010            | вища               | член Партії «Народна влада» | ТОВ «ІПЕТ»- Інститут природних та енергоінформаційних технологій, директор |
| 13       | Швець Надія Богданівна        | 01.11.2010            | середня            | член Партії «Народна влада» | АГНКС «Шельф», касир-оператор                                              |
| 14       | Душко Олег Сергійович         | 01.11.2010            | середня            | член Партії «Народна влада» | Миколаївський УООР, егерь                                                  |
| 15       | Матієнко Марія Ігнатіївна     | 01.11.2010            | середня            | член Партії регіонів        | пенсіонер                                                                  |
| 16       | Мартинюк Ірина Борисівна      | 01.11.2010            | середня            | член Партії регіонів        | ПП "Міхальчик ", продавець                                                 |
| 17       | Корбіло Іван Миколайович      | 01.11.2010            | вища               | позапартійний               | Безводненська сільська рада, спеціаліст- землевпорядник                    |
| 18       | Рочняк Віталій Миколайович    | 01.11.2010            | вища               | член Партії регіонів        | ПЖПП "Аква-Віта ", директор                                                |